# Hugo Machado (piłkarz)
Hugo Machado (ur. 4 lipca 1982 w Lizbonie) – portugalski piłkarz występujący na pozycji pomocnika w klubie Standard Sumgait. Jest wychowankiem Sportingu. W 2009 roku przeszedł do azerskiego klubu Standard Sumgait.